# 鲤鱼病毒属
鲤鱼病毒属（學名：Cyprinivirus）是皰疹病毒目異皰疹病毒科的一個屬，以鰻鱺科與鯉科魚類為宿主。本屬共有5種病毒，其中模式種為錦鯉疱疹病毒（Cyprinid herpesvirus 3, KHV）。

## 物種
本屬包含五種病毒：
- 鰻魚疱疹病毒（Anguillid herpesvirus 1, AngHV-1）
- 鯉魚疱疹病毒第一型（Cyprinid herpesvirus-1, CyHV-1）
- 鯉魚疱疹病毒第二型（Cyprinid herpesvirus-2, CyHV-2）
- 錦鯉疱疹病毒（鯉魚疱疹病毒第三型 Cyprinid herpesvirus-3, CyHV-3, KHV）
- 鯉魚疱疹病毒第四型（Cyprinid herpesvirus-4, CyHV-4）

## 病毒學
本屬病毒外形為二十面體，具有外膜，直經約為200奈米，基因組為不分段的線型雙股DNA，長約248kb。